# تريسي لوردز
تريسي إليزابيث لوردز (بالإنجليزية: Traci Lords)‏ (اسم الولادة نورا لويز كوزما وولدت يوم 7 مايو 1968) هي ممثلة ومغني وموديل وكاتبة ومنتجة ومخرجة أمريكية. اشتهرت في منتصف الثمانينات بعد أن تبين أنها قد ظهرت في عدد من الأفلام الإباحية وهي قاصر. ولدت لوردز في ستوبنفيل، أوهايو، وحصلت على وظيفة موديل عارية في سن الخامسة عشرة عن طريق رخصة قيادة مزيفة. ظهرت لوردز في عدد سبتمبر 1984 من مجلة بينتهاوس، وظهرت بعدها في عشرات من أشرطة الفيديو غير القانونية بين عامي 1984 و 1986، وأصبحت إحدى أهم الممثلات الإباحية في تلك الحقبة. وفي شهر مايو عام 1986، اكتشفت السلطات انها كانت قاصرا حين مثلت في جميع أفلامها الإباحية إلا واحدا، وأمرت الموزعين بإزالة جميع المواد الخاصة بها لتجنب خطر المقاضاة بتهمة الاتجار في المواد الإباحية عن الأطفال. كلف سحب أفلامها الملايين من الدولارات وأصبحت قضيتها أكبر فضيحة أثرت على صناعة الإفلام الإباحية.
بعد رحيلها عن عالم الإباحية، التحقت لوردز بمعهد لي ستراسبرغ المسرحي حيث درست التمثيل المنهجي على أمل تصبح ممثلة في الأفلام العادية. قدمت أول دور لها على الشاشة في عام 1988 (بعد سنتين من تركها الأفلام الاباحية)، عندما قدمت دور البطولة في إصدار جديد من فيلم روجر كورمان الكلاسيكي ليس من هذه الأرض. وتبعته لوردز بدور واندا وودوارد في فيلم كوميديا المراهقين كراي بيبي للمنتج جون ووترز (1990). وتشمل أدوارها الأخرى مسلسلات مكجايفر، متزوج ولدي أطفال، حكايات من القبو، روزان، ميلروز بليس، بروفايلر، الموجة الأولى، بنات غيلمور، ويل وغريس. كما ظهرت في أفلام مثل براعة (1995)، بليد (1998)، زاك أند ميري ميك أ بورنو (2008) وآخرها الختان (2012)، الذي حازت بفضله على جائزة فانجوريا تشينسو لأفضل ممثلة مساعدة، وكذلك جائزة فرايت ميتر وجائزة سينوفوريا.
بالإضافة إلى مسيرتها السينمائية، فقد اتجهت لوردز نحو الموسيقى. بعد أن ظهرت أغنيتها «الحب لا يموت» في الموسيقى التصويرية لفيلم مقبرة الحيوانات 2 (1992)، وقعت عقدا مع راديو أكتيف ريكوردز وأصدرت بعدها ألبومها التسجيلي الأول 1000 فايرز (1995) والذي تلقى إشادة من النقاد. ورغم ضعف مبيعات الألبوم، فقد حققت الأغنية الرئيسية في الألبوم «كونترول» نجاحا تجاريا متوسطا. ووصلت للمركز الثاني على قائمة بيلبورد لأغاني الرقص وأدرج على الموسيقى التصويرية لفيلم مورتال كومبات (1995)، التي تلقى لاحقا تصنيف بلاتين مزدوج من قبل رابطة صناعة التسجيلات الأمريكية (RIAA). في عام 2003، نشرت لوردز سيرتها الذاتية، تريسي لوردز: تحت كل ذلك، والتي تلقت مراجعات إيجابية من النقاد ووصل للمركز 31 على قائمة نيويورك تايمز لأكثر الكتب مبيعا.

## حياتها الشخصية

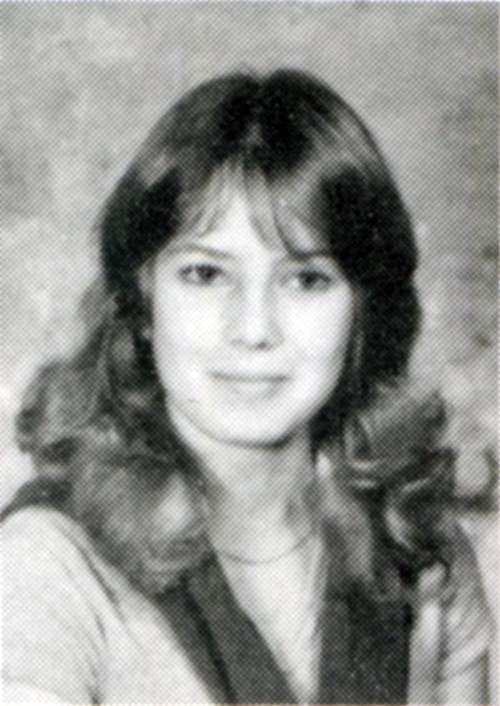
تريسي عندما كانت طالبة في المدرسة الثانوية في عام 1983

في أكتوبر 2007 انجبت تريسي طفلها الأول من زوجها جوزيف غونار.

## الأعمال
- بليد
- ويل وغريس
- بنات غيلمور
- الرحلات الأسطورية
- روزان
- متزوج وعندي أطفال
- هيتمان: أبسولوشن

## وصلات خارجية
- الموقع الإلكتروني
- تريسي لوردز على موقع IMDb (الإنجليزية)
- تريسي لوردز على موقع الموسوعة البريطانية (الإنجليزية)
- تريسي لوردز على موقع روتن توميتوز (الإنجليزية)
- تريسي لوردز على موقع ألو سيني (الفرنسية)
- تريسي لوردز على موقع ميوزك برينز (الإنجليزية)
- تريسي لوردز على موقع أول موفي (الإنجليزية)
- تريسي لوردز على موقع قاعدة بيانات الأفلام السويدية (السويدية)
- تريسي لوردز على موقع إن إن دي بي (الإنجليزية)
- تريسي لوردز على موقع أول ميوزيك (الإنجليزية)
- تريسي لوردز على موقع ديسكوغز (الإنجليزية)